# 殷继增
殷继增（1910年10月31日—？），男，山东人，中国基督教人物，牧师。曾任中国基督教协会副会长，燕京神学院院长。